# Comuna Braloștița, Dolj
Braloștița este o comună în județul Dolj, Oltenia, România, formată din satele Braloștița (reședința), Ciocanele, Racovița, Schitu, Sfârcea și Valea Fântânilor.

## Demografie
Componența etnică a comunei Braloștița
     Români (97,06%)
     Alte etnii (0%)
     Necunoscută (2,94%)
Componența confesională a comunei Braloștița
     Ortodocși (95,61%)
     Alte religii (1,36%)
     Necunoscută (3,03%)
Conform recensământului efectuat în 2021, populația comunei Braloștița se ridică la 3.602 locuitori, în scădere față de recensământul anterior din 2011, când fuseseră înregistrați 3.684 de locuitori. Majoritatea locuitorilor sunt români (97,06%), iar pentru 2,94% nu se cunoaște apartenența etnică. Din punct de vedere confesional, majoritatea locuitorilor sunt ortodocși (95,61%), iar pentru 3,03% nu se cunoaște apartenența confesională.

## Politică și administrație
Comuna Braloștița este administrată de un primar și un consiliu local compus din 13 consilieri. Primarul, Dumitru Amza[*], de la Partidul Național Liberal, este în funcție din 2016. Începând cu alegerile locale din 2024, consiliul local are următoarea componență pe partide politice:
|  | Partid                          | Consilieri | Componența Consiliului | Componența Consiliului | Componența Consiliului | Componența Consiliului | Componența Consiliului | Componența Consiliului |
|  | ------------------------------- | ---------- | ---------------------- | ---------------------- | ---------------------- | ---------------------- | ---------------------- | ---------------------- |
|  | Partidul Național Liberal       | 6          |                        |                        |                        |                        |                        |                        |
|  | Partidul Social Democrat        | 5          |                        |                        |                        |                        |                        |                        |
|  | Alianța pentru Unirea Românilor | 1          |                        |                        |                        |                        |                        |                        |
|  | Uniunea Salvați România         | 1          |                        |                        |                        |                        |                        |                        |